# Électre
Pour les articles homonymes, voir Électre (homonymie).

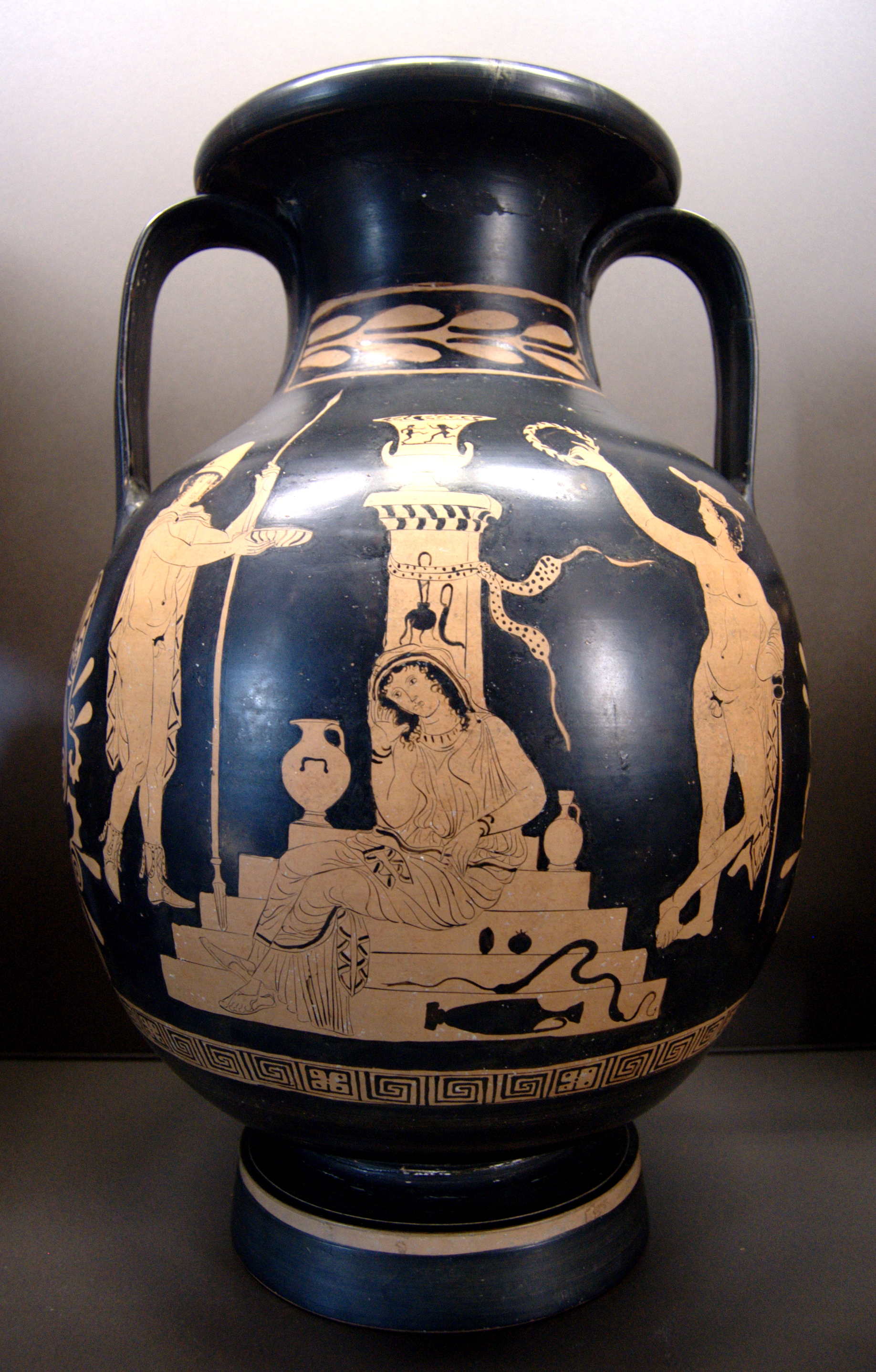
Oreste, Électre et Hermès devant la tombe d’Agamemnon, péliké lucanienne à figures rouges, v. 380-370 av. J.-C., musée du Louvre (K 544).

Dans la mythologie grecque, Électre (en grec ancien Ἠλέκτρα / Êléktra soit « ambrée ») est membre de la famille des Atrides.
Les auteurs de l’Antiquité la connaissent également sous le nom de Laodicé (en grec ancien Λαοδίκη / Laodíkê soit « peuple juste »).

## Mythe
Selon la légende, Électre, fille d'Agamemnon (roi de Mycènes) et de Clytemnestre, est la sœur d’Oreste, d’Iphigénie et de Chrysothémis.
Elle est absente de Mycènes quand son père revient de la guerre de Troie et est assassiné par Égisthe, amant de Clytemnestre, ou par Clytemnestre elle-même.
Huit ans plus tard, Électre revient d’Athènes en même temps qu’Oreste (Odyssée, III, 306). D’après Pindare (Odes pythiques, XI, 25), Oreste a été sauvé par sa vieille nourrice, et amené à Phanote sur le mont Parnasse, où le roi Strophios a pris soin de lui.
À sa vingtième année, Oreste reçoit l'ordre de l'oracle de Delphes de retourner chez lui et de venger la mort de son père. D’après Eschyle, il rencontre Électre devant le tombeau d’Agamemnon ; ils se reconnaissent et décident ensemble de la manière dont Oreste va accomplir sa vengeance.
Une autre version présente Électre comme la sauveuse de son frère Oreste, l’ayant caché à la vue des assassins de son père afin de lui épargner le même destin. Captive d’Égisthe, qui veut lui faire avouer la cachette de son frère, elle parvient à s’enfuir et à rejoindre Oreste pour l’aider dans sa vengeance.
Celle-ci accomplie (parfois aidé par Électre), Oreste est poursuivi par les Érinyes, qui ont pour devoir de punir tout manquement à la piété familiale (car il a tué sa mère). Électre, elle, n’est pas inquiétée par les déesses infernales.
Plus tard, Électre épouse son cousin Pylade, un proche ami d’Oreste et fils du roi Strophios. Ils ont deux fils : Strophios et Médon.

## Postérité du personnage

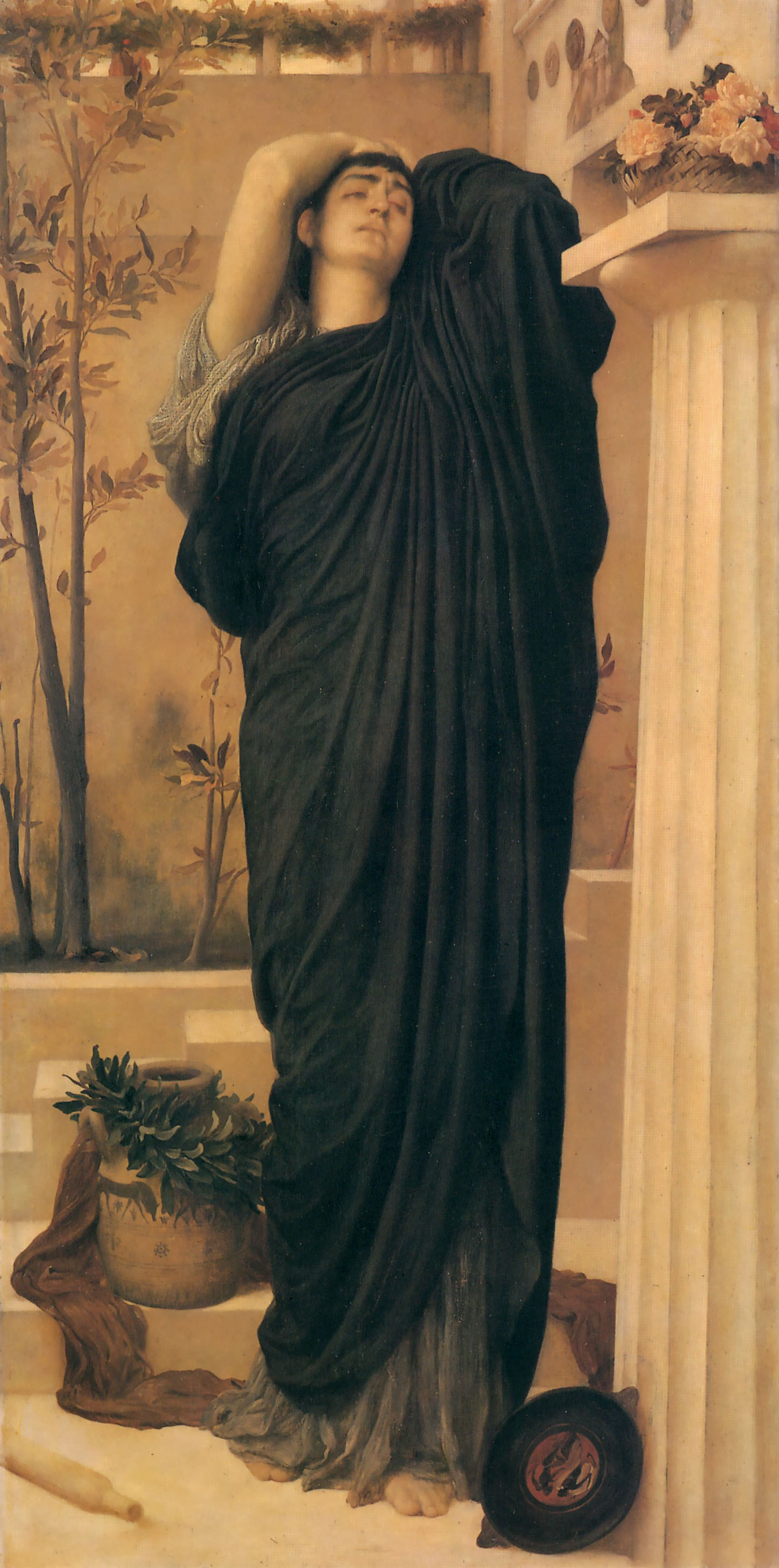
Électre sur la tombe d'Agamemnon par Frederic Leighton, 1888-1889, collection privée.

### Adaptation théâtrale
- Les Choéphores, tragédie grecque d'Eschyle
- Électre, tragédie grecque de Sophocle
- Électre, tragédie grecque d'Euripide
- Électre, tragédie française du baron Hilaire de Longepierre (1702)
- Électre, tragédie française de Prosper Jolyot de Crébillon (1709)
- Les Érinnyes, tragédie de style antique de Leconte de Lisle (1873)
- Elektra, tragédie de Hugo von Hofmannsthal, d'après Sophocle (1903)
- La Tragédie d'Elektre et Oreste d'André Suarès (1905)
- Électre, tragédie française de Jean Giraudoux (1937)
- Électre ou la Chute des masques, pièce de Marguerite Yourcenar (1943)
- Les Mouches, tragédie française de Jean-Paul Sartre (1947)
- Elektra, drame en vers de Gerhart Hauptmann (1947)
- Tu étais si gentil quand tu étais petit, une pièce de Jean Anouilh tirée de l’Électre de Sophocle et d'Euripide (1972)
- Electra Garrigó, pièce de Virgilio Piñera (2005)
- Électre, tragédie française de Jean-Pierre Siméon (2011). Variation à partir de Sophocle
- Électre des bas-fonds, tragédie de Simon Abkarian (2019)[3]

### Adaptation musicale
- Electra, mélodrame en un acte de Christian Cannabich, livret de Wolfgang Heribert von Dalberg, créé à Munich en 1781
- Électre, tragédie lyrique en 3 actes de Jean-Baptiste Moyne, livret de Nicolas-François Guillard, créé le 2 juillet 1782 à l’Académie Royale de Musique (Opéra de Paris)
- Elektra, opéra de Richard Strauss (1909)
- Elektra, opéra en deux actes de Mikis Theodorakis (1993)

### Adaptation au cinéma
- Le deuil sied à Électre (film, 1947), film américain de Dudley Nichols (1947), d'après la pièce d'Eugene O'Neill (1931)
- Électre, film grec de Michael Cacoyannis (1962), d'après l'Électre d'Euripide
- Pour Électre, film hongrois de Miklós Jancsó (1974)
- Le Voyage des comédiens, film grec de Theo Angelopoulos (1975)
- Secret défense, film français de Jacques Rivette (1998)

### En sculpture
Oreste et Électre ont été le sujet et le titre de plusieurs œuvres d'art, dont deux groupes sculpturaux différents dans les collections du musée archéologique national de Naples.

### En psychanalyse
L'équivalent du complexe d'Œdipe trouve son nom dans cette tragédie à travers le complexe d'Électre élaboré et baptisé par Carl Gustav Jung.

### À écouter
Pierre Judet de la Combe, Électre, un passé qui ne passe pas. "Quand les Dieux rôdaient sur la Terre". France Inter, janvier 2023. 55 min.